# Национальное управление общественной безопасности
Национальное управление общественной безопасности (ивр. הרשות הלאומית לביטחון קהילתי‎) — национальное управление Израиля, в составе Министерства национальной безопасности Израиля, занимавшееся борьбой с наркотиками и нелегальным алкоголем.
Создано решением правительства Израиля в декабре 1988 года как управление по борьбе с наркотиками в подведомственности Министерства главы правительства.
В 2005 году Кнессет принял решение о переподчинении управления Министерству внутренней безопасности. В 2009 году управление изменило название на «Национальное Управление по борьбе с наркотиками и алкоголем» и были добавлены функции по борьбе с нелегальным оборотом алкоголя.
В 2016 году управления было упразднено по распоряжения министра внутренний безопасности. В 2017 восстановлен, а в 2020 году стал частью Министерство по делам развития и укрепления общин.
В 2022 году было передано в состав Министерства внутренней безопасности Израиля.
Цели и задачи в последний период деятельности:
- Формирование национальной политики в отношении наркотиков;
- Борьба с наркоманией;
- Координация межминистерской и межведомственной деятельности в соответствующей области;
- Инициирование и развитие проектов в сфере образования;
- Профилактика и антинаркотическая пропаганда;
- Лечение и реабилитационные центры для наркоманов;
- Надзор за соблюдением законности в соответствующей области;
- Системная общинная деятельность[уточнить];
- Исследования;
- Подготовка профессиональных кадров;
- Обеспечение деятельности национального информационного центра по проблеме наркотиков;
- Привлечение волонтёров для борьбы с наркоманией.